# 霹靂艇
《霹靂艇》（原文：Stingray）為1964年10月4日～1965年6月20日，由傑瑞‧安德森（Gerry Anderson）的AP Films製作，ITC娛樂（ITC Entertainment）發行，於英國Associated TeleVision（ATV）所播出的科幻人偶影集，共40集，也是英國第一部連續性質的彩色電視節目。台灣最初於1966年（民國55年）7月4日至1967年（民國56年）4月30日間，於每週一下午17:30~18:00在台視播出。之後1973年（民國62年）4月16日至12月14日間，於每週一～五、日下午17:15～17:45在中視重播；又於1973年12月15日至1974年（民國63年）1月4日間，在同一時段配上國語配音再度播出。
日本富士電視台於1964年9月7日至1965年3月31日播出，是富士電視台第一部彩色電視節目，另從第10集起加入日本藝人湯尼（トニー谷）的旁白。

## 故事
本劇內容為描寫人類組成的世界水下安全巡邏隊（World Aquanaut Security Patrol－W.A.S.P.）與海底人之間的戰爭。

## 主要角色

### 海宮（Marineville）
- 蕭爾司令（Commander Sam Shore）

為海宮兼世界水下安全巡邏隊司令，因受海底人攻擊導致半身不遂，而以乘坐電動輪椅行動。
- 艾蘭達（Lt. Atlanta Shore）

蕭爾司令之女。對於曹艾深有愛意，起而略為忌妒麥莉娜。
- 費雪中尉（Lt. Fisher）

蕭爾的副官。
- 曹艾‧坦波斯（Captain Troy Tempest，中視譯為「崔伊」）

「霹靂艇」艇長，本劇故事的主人翁。
- 楓斯（Lt. George Phones Sheridan，中視譯為「馮斯」）

「霹靂艇」的聲納員，為曹艾最佳的搭檔。
- 麥莉娜（Marina）

受到泰丹王的詛咒而無法說話的「海底人（Amphibian）」。原是海底城市派塞菲加（Pacifica）居民，其父艾風奈（Aphony）為該城市之領袖。不幸被另水底城－泰丹尼克拘捕而淪為奴隸，在協助曹艾等人脫逃之後，加入世界水下安全巡邏隊而成為『霹靂艇』的船員之ㄧ。
- 翁克（Oink）

麥莉娜在一次任務中所收養的海狗，只出現於前面幾集中。
- 鄧佛將軍（Admiral Jack Denver）

蕭爾司令之友人。

### 泰丹尼克（Titanica）
- 泰丹王（King Titan ）

泰丹尼克的國王，信奉魚神－泰弗（Teufel），率領著海底漁人（Aquaphibians）企圖征服陸上。
- X20（X-2-Zero）

泰丹王所派遣之水面特務（surface agent）。

## 出場裝備
- 霹靂艇（Stingray）

隸屬世界水下安全巡邏隊的原子動力艇。主要兵裝為水底霹靂彈。
- 機械魚（Terror Fish）

為泰丹尼克一方所使用的潛艇。

## 劇集列表
※以下排列為最初於英國首播之際的順序；在台灣放映時電視台均有再各自施以調整。
| 英國 | 英國                       | 英國           | 台灣       | 台灣       |
| 集序 | 原題                       | 播映日         | 台視標題   | 中視標題   |
| ---- | -------------------------- | -------------- | ---------- | ---------- |
| 1    | Stingray                   | 1964年10月4日  | 吉人天相   |            |
| 2    | Emergency Marineville      | 1964年10月11日 | 虛驚一場   |            |
| 3    | The Ghost Ship             | 1964年10月18日 | 鬼船       | 鬼船奇遇記 |
| 4    | Subterranean Sea           | 1964年10月25日 | 地下海     |            |
| 5    | The Loch Ness Monster      | 1964年11月1日  | 洛湖怪獸   | 蘇格蘭水怪 |
| 6    | Set Sail for Adventure     | 1964年11月8日  | 帆船歷險記 |            |
| 7    | The Man from the Navy      | 1964年11月15日 | 試射風波   |            |
| 8    | An Echo of Danger          | 1964年11月22日 | 險遭不測   |            |
| 9    | Raptures of the Deep       | 1964年11月29日 | 海底幻境   |            |
| 10   | Titan Goes Pop             | 1964年12月6日  | 風爢歌手   | 紅歌星     |
| 11   | In Search of the Tajmanon  | 1964年12月13日 | 非洲歷險記 | 神廟滄桑   |
| 12   | A Christmas to Remember    | 1964年12月20日 | 難忘的聖誕 | 難忘的聖誕 |
| 13   | Tune of Danger             | 1964年12月27日 | 水深火熱   |            |
| 14   | The Ghost of the Sea       | 1965年1月3日   | 海鬼之謎   | 海上幽靈   |
| 15   | Rescue from the Skies      | 1965年1月10日  | 逢凶化吉   |            |
| 16   | The Lighthouse Dwellers    | 1965年1月17日  | 塔下居民   | 怪燈塔     |
| 17   | The Big Gun                | 1965年1月24日  |            | 巨炮       |
| 18   | The Cool Cavemen           | 1965年1月31日  | 洞穴人     | 惡夢       |
| 19   | Deep Heat                  | 1965年2月7日   | 海底火山   | 海底火山   |
| 20   | Star of the East           | 1965年2月14日  | 琅璫入獄   |            |
| 21   | Invisible Enemy            | 1965年2月21日  | 海宮浩劫   |            |
| 22   | Tom Thumb Tempest          | 1965年2月28日  | 惡夢       | 夢中克敵   |
| 23   | Eastern Eclipse            | 1965年3月7日   | 孿生兄弟   | 胖國王     |
| 24   | Treasure Down Below        | 1965年3月14日  | 海底寶藏   | 海底寶藏   |
| 25   | Stand by for Action        | 1965年3月21日  | 獨占鰲頭   | 假戲真做   |
| 26   | Pink Ice                   | 1965年3月28日  | 冰海       | 粉紅冰     |
| 27   | The Disappearing Ships     | 1965年4月4日   | 千鈞一髮   | 千鈞一髮   |
| 28   | Secret of the Giant Oyster | 1965年4月11日  | 採珠記     | 靈珠       |
| 29   | The Invaders               | 1965年4月18日  |            |            |
| 30   | A Nut for Marineville      | 1965年4月25日  | 目中無人   | 棋高一著   |
| 31   | Trapped in the Depths      | 1965年5月2日   | 深陷海底   | 深陷海底   |
| 32   | Countdown                  | 1965年5月9日   | 冒牌教授   |            |
| 33   | Sea of Oil                 | 1965年5月16日  | 鑿油風波   |            |
| 34   | Plant of Doom              | 1965年5月23日  | 死亡草     |            |
| 35   | The Master Plan            | 1965年5月30日  | 神機妙算   |            |
| 36   | The Golden Sea             | 1965年6月6日   | 海底淘金   | 海中金     |
| 37   | Hostages of the Deep       | 1965年6月13日  | 渡假風波   |            |
| 38   | Marineville Traitor        | 1965年6月20日  | 賣國賊     |            |
| 39   | Aquanaut of the Year       | 1965年6月20日  | 風雲人物   | 英勇事蹟   |
| 40   | The Reunion Party          | 2008年1月2日   |            |            |

## 相關系列作品
以下均為傑瑞安德森於1960～70年代所製作的超級人偶劇（Supermarionation）系列。
- 萬能車（Supercar）
- 雷霆機（Fireball XL5）
- 雷鳥神機隊（Thunderbirds）
- 超空人（Captain Scarlet and the Mysterons）
- 小飛諜（Joe 90'）
- 袖珍密諜（The Secret Service）

## 延伸閱讀
- 雷霆發威

## 外部連結
- 台灣電視資料庫[永久]